# Cotton Ground
Cotton Ground ist ein Ort auf der Insel Nevis, der dem Staat St. Kitts und Nevis angehört. Der Ort ist die Hauptstadt des Parishes Saint Thomas Lowland.

## Lage
Cotton Ground liegt an der Westküste der Insel Nevis. 